# Mohawk College
 (mai 2015).
Si vous disposez d'ouvrages ou d'articles de référence ou si vous connaissez des sites web de qualité traitant du thème abordé ici, merci de compléter l'article en donnant les références utiles à sa vérifiabilité et en les liant à la section « Notes et références ».
 (mai 2015).
Le contenu est difficilement compréhensible vu les erreurs de traduction, qui sont peut-être dues à l'utilisation d'un logiciel de traduction automatique.
Mohawk College est un établissement de formation postsecondaire servant la région de fer à cheval doré en sud Ontario au Canada. L'établissement compte trois centres: le campus Fennell à Hamilton, le campus Stoney Creek à Stoney Creek, et l'institut des sciences de santé appliquées à l'Université McMaster à Hamilton. En 2014, il y avait plus de 1000 professeurs enseignant 12 500 étudiants à temps plein, 4 000 apprentis et 1 800 étudiants étrangers. Depuis sa fondation en 1966, on compte plus de 100 000 diplômés de Mohawk College.